# ゲルマニア

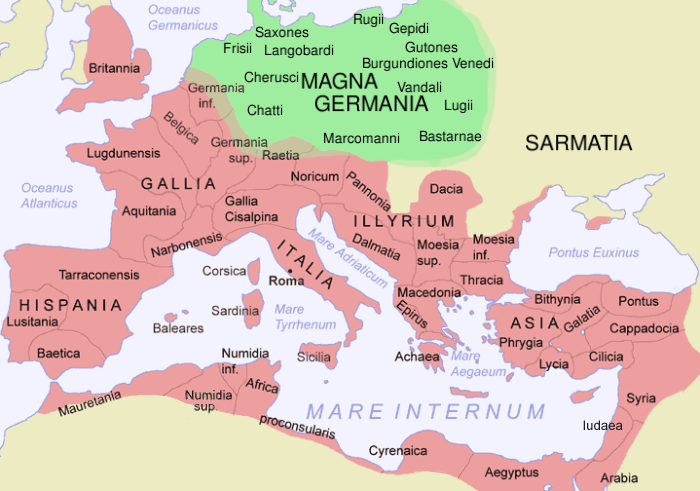
2世紀初頭のローマ帝国。緑部分がローマの支配を受けない「大ゲルマニア」（マグナ・ゲルマニア Magna Germania）で、ローマ領となったライン川西部と南部の「小ゲルマニア」と対になる。一般的に地理的名称の「大」・「小」はローマからの距離を意味し、遠い方を「大」、近いほうを「小」とする。

ゲルマニア（Germania）は、「ゲルマン人の地」を意味した、古代ローマ時代にローマ人が用いた地名であり、おおまかな範囲としては西側はライン川、東側はヴィスワ川、南側はドナウ川、北はバルト海に囲まれた範囲であり、現在の地名・国名で言えばドイツ、オランダ、ポーランド、チェコ、スロバキア、デンマークとほぼ重なる一帯を指す。ライン川をはさんで西側の、ガリア人が暮らすガリア（現在のフランスあたり）と隣接した。
ローマ帝国はライン川の西側の属州を上流と下流に分け、それぞれ高地ゲルマニア属州と低地ゲルマニア属州の名を与えていた。
紀元前1世紀のガリア戦争の際、その戦争の4年目と6年目（紀元前55年と紀元前53年）に、ローマ人としては初めてガイウス・ユリウス・カエサルが、西のガリア側からライン川を越えてこの地に侵攻した。
その後初代ローマ皇帝となったアウグストゥスはゲルマニアをローマ領内に加えることを構想し、ティベリウス・大ドルススらの進撃によって一時期ローマ領はゲルマニア奥地にまで及んだ。しかし紀元9年のトイトブルクの戦いでの敗北後、ローマ軍はライン川の西にまで撤退し、以後この地はローマから独立を守りつづけた。
なお、時代が下り中世前期となると、ゲルマニアの諸地方のうち最も広い地域を占めるのは東部のスラーヴィア地方（ポーランドを中心とした一帯）となっており、中世までには「ゲルマン人」はゲルマン語派の諸部族のほかゲルマニアの東部地方に住むスラヴ語派の諸部族を指すように意味が変化していたことを示唆している。